# Zagrebačka banka
Zagrebačka Banka (abbreviato in ZABA) è la più grande banca croata. Fondata nel 1914 come Gradska štedionica (Cassa di risparmio cittadina) è oggi di proprietà di UniCredit. È stata la prima banca croata ad essere completamente privatizzata nel 1989 e la prima ad essere quotata alla Borsa di Zagabria nel 1995.
In Croazia ha come clienti più di 1,1 milioni di cittadini (la banca del Gruppo ha 2,3 milioni di clienti). Con una quota di mercato del 26% nel mercato bancario nazionale occupa una posizione di leader. Gli studi dimostrano continuamente che tra il 92% e il 97% dei cittadini della Croazia riconosce Zagrebacka banka come il marchio bancario più forte nel mercato.
Dal marzo 2002, è membro del Gruppo UniCredit, uno dei gruppi finanziari di maggior successo in Europa , e una delle banche leader in Europa orientale (CEE) centrale e.
Il ramo principale di Zagrebacka Banka, UniCredit Bank dd Mostar, Main Building Society Inc., ZB Invest doo, Centar Kaptol, Pominvest dd moderna comunicazione d'impresa, Zagreb doo immobiliare ZANE BH doo Sarajevo, Istra DMC doo
Associates Zagrebacka banka sono Allianz ZB doo (società per la gestione dei fondi pensione obbligatoria), Allianz ZB doo (società di gestione dei fondi pensione volontario) e MultiPlus Carta Ltd.

## Storia
La banca è stata fondata nel 1914 con il nome di Gradska štedionica (Cassa di Risparmio) da parte delle autorità di Zagabria. Il compito principale della banca era inizialmente servire come finanza le imprese pubbliche e private della città. Due anni dopo la sua fondazione, la Banca ha iniziato a finanziare la società del tram di Zagabria (ZET), per portare a termine la costruzione della rete di tram in città, così come i prestiti per sostenere altri progetti di infrastrutture.
Dopo la seconda guerra mondiale, la banca è stato rinominato in Gradska štedionica Zagreb (Cassa di Risparmio di Zagabria). Dopo diverse riorganizzazioni nel 1977, la banca è stata divisa in Zagrebačka Banka, che si è concentrata sui prestiti alle imprese e la banca Gradska štedionica, fornisce servizi finanziari a singoli individui. Nel 1980 sono stati riuniti, ma sotto il nome di Zagrebačka Banka. La banca è diventata in questo periodo la prima società per azioni in Jugoslavia .
Nel 2002 Zagrebačka Banka è stata acquistata dal Gruppo bancario italiano UniCredit, uno dei più forti gruppi finanziari in Europa, che gestisce un totale di 17 mercati chiave con circa 9.000 filiali.
Attualmente Zagrebačka Banka è la più grande banca del paese, occupa il 25% del settore bancario del paese, la banca serve 80.000 imprese e più di 1,1 milioni di persone private.